# 예고생들 오디션
《예고생들 오디션》(예고생들)은 2020년 12월 13일부터 2021년 2월 28일까지 또모 유튜브 채널에서 방송된 클래식 음악 서바이벌 프로그램이다. TOP6는 세종문화회관 연주회에 참여할 수 있는 기회를 얻고, 우승자는 50만원, 2위는 30만원, 3위는 20만원의 상금을 받게 된다.

## 온라인 예선전
| 이름   | 학교       | 악기     |
| ------ | ---------- | -------- |
| 손민영 | 서울예고   | 피아노   |
| 서하연 | 서울예고   | 바이올린 |
| 장한나 | 서울예고   | 비올라   |
| 이건혁 | 서울예고   | 첼로     |
| 서승민 | 서울예고   | 기타     |
| 박윤   | 서울예고   | 첼로     |
| 배지성 | 前서울예고 | 피아노   |
| 최한울 | -          | 피아노   |
| 문준호 | 덕원예고   | 바이올린 |
| 강동민 | 덕원예고   | 피아노   |
| 지인호 | 서울예고   | 피아노   |
| 배지연 | 서울예고   | 첼로     |
| 공지혜 | 선화예고   | 피아노   |
| 김동휘 | 선화예고   | 피아노   |
| 이승희 | 선화예고   | 피아노   |
| 정진아 | 선화예고   | 피아노   |
| 김상우 | 선화예고   | 기타     |
| 황성원 | 염광고     | 마림바   |
| 고채윤 | 부산예고   | 기타     |
| 이재원 | 대전예고   | 클라리넷 |
| 정민우 | 서울예고   | 피아노   |
| 박민서 | 서울예고   | 피아노   |
| 신소현 | 서울예고   | 피아노   |
| 김여준 | 서울예고   | 피아노   |
| 장윤지 | 염광고     | 색소폰   |
| 이서영 | 해성여고   | 색소폰   |

## 테크닉 배틀
자신의 악기를 두 옥타브 반음계로 연주하여 연주 속도가 빠른 사람이 다음 라운드 곡 선택에서 우선권을 얻게 된다. (팀 참가자의 경우 팀 당 대표 1명만 참가)
| 이름   | 기록   |
| ------ | ------ |
| 지인호 | 3.39초 |
| 손민영 | 3.49초 |
| 배지성 | 3.35초 |
| 장윤지 | 7.61초 |
| 이서영 | 2.65초 |
| 변상훈 | 2.93초 |
| 배지연 | 3.62초 |
| 박윤   | 3.37초 |
| 최한울 | 3.54초 |
| 강동민 | 2.66초 |
| 공지혜 | 3.27초 |
| 이재원 | 3.29초 |
| 고채윤 | 4.12초 |
| 김상우 | 6.87초 |
| 김여준 | 3.27초 |
| 황성원 | 3.38초 |

## 시대별 음악 1대1 배틀
테크닉 배틀 순위 순서대로 고전, 낭만, 현대 음악 중 한 시대의 음악을 선택하여 두 팀씩 대결한다. 이긴 팀만 합격하는 방식이었으나 고채윤은 와일드카드로 부활해 세미파이널에 합류했다.
| 승                                                         | 패                                               |
| ---------------------------------------------------------- | ------------------------------------------------ |
| 서울예고 콰르텟 (손민영, 서하연, 장한나, 이건혁) (35점)    | 고채윤 (33.5점)                                  |
| 배지성                                                     | 김상우                                           |
| 배지연                                                     | 이재원                                           |
| 황성원 (36.5점)                                            | 덕원 듀오 (강동민, 문준호) (24점)                |
| 손가락만 마흔 개 (정민우, 박민서, 신소현, 김여준) (36.5점) | 장윤지 (33.5점)                                  |
| 지인호 (36점)                                              | FIAMMA (공지혜, 김동휘, 이승희, 정진아) (29.5점) |
| 이서영 (29.5점)                                            | 최한울 (29점)                                    |
| 북악산대가리 (서승민, 박윤) (31점)                         | Young Fluters (26점)                             |

## 세미파이널
까에 스튜디오에서 진행되었다. 팀 참가자들은 그대로 팀으로 참여하고, 솔로 참가자들은 2명씩 팀을 이뤄 참여했다. 심사위원들의 투표 결과 상위 6팀이 파이널에 진출하게 되었다.
| 팀                           | 결과        |
| ---------------------------- | ----------- |
| 우뚝 서지영 (배지연, 이서영) | 탈락 / 탈락 |
| 서울예고 콰르텟              | 합격        |
| 북악산대가리                 | 탈락        |
| The Forest (고채윤, 황성원)  | 합격 / 합격 |
| 뿔랑 해뿔랑 (배지성, 지인호) | 합격 / 합격 |
| 손가락만 마흔 개             | 합격        |

## FINAL 자유곡 배틀
까에 스튜디오에서 2월 28일에 진행되었다.
| 팀               | 곡                                             | 박종해 | 한수진 | 브랜든 최 | 심준호 | 결과      |
| ---------------- | ---------------------------------------------- | ------ | ------ | --------- | ------ | --------- |
| 손가락만 마흔 개 | Carmen fantasy for 2piano 8hands               | 93     | 90     | 94        | 95     | 372 (3위) |
| 배지성           | Variations on a Theme of Paganini Op.35 Heft.1 | 93     | 90     | 90        | 91     | 364 (5위) |
| 지인호           | Ballade No.4 Op.52 in f minor                  | 90     | 90     | 90        | 93     | 363 (6위) |
| 고채윤           | Capriccio diabolico Op.85 Homage to paganini   | 90     | 95     | 90        | 92     | 367 (4위) |
| 서울예고 콰르텟  | Piano Quartet No.1 Op.25 mov 4                 | 91     | 94     | 95        | 93     | 373 (2위) |
| 황성원           | Asventuras for Snare Drum                      | 93     | 98     | 99        | 99     | 389 (1위) |